# Peberspray
Peberspray, også kaldet OC-spray (Oleoresin Capsicum), er en spraydåse med en væske af vand eller olie tilsat chilipulver i en stærk koncentration. Pebersprayen er beslægtet med tåregas, men er langt stærkere.

## Pebersprayens virkning
Pebersprayen virker på 6–7 meters afstand og udsender en tynd, komprimeret stråle. For at opnå den optimale virkning skal personen rammes i panden, hvilket forårsager akut øjenkrampe og dermed midlertidig blindhed i omkring 1 time. Virkningen indtræffer øjeblikkeligt, og derfor er det et effektivt middel til pacificering af fjender. Selv hvis den ramte havde øjnene lukket under påvirkningen, vil sprayen virke idet vedkommende blinker. Udover krampen i øjnene giver pebersprayen svien på huden, irritation af slimhinderne og hoste. Denne hoste forstærkes, hvis vedkommende ikke er klar over angrebet, idet vedkommende så kommer til at indånde chilipeberet. Personen der rammes bliver desorienteret, ligesom vedkommende føler et stort ubehag. Virkningen forsvinder helt efter 2 timer.
Det aktive stof i pebersprayen er capsaicin, som udvindes af planteslægtens paprikas (Capsicum) frugter, bl.a. chili. Den største koncentration af stoffet findes i skallens indre dele. En dosis på 0,5-5 g pr. kg kropsvægt anses for at være dødelig. Til sammenligning indeholder en dåse peberspray i alt 0,487 g fordelt på ti doser. Pebersprayen indeholder en meget stærk koncentration af chili. En dåse peberspray indeholder omkring 2 mio. Scoville Heat-units. En stærk, thailandsk ret indeholder typisk 50-200 SHU.

## Danmark

### Pebersprayens status
Fra den 1. januar 2019 blev det kortvarigt lovligt at have en peberspray i sit eget hjem, hvis man er over 18 år. Samtidig skærpedes straffen ved besiddelse og anvendelse i det offentlige rum. Det blev imidlertid forbudt igen 1. februar 2021, så man skal have tilladelse af politiet til at købe og bære peberspray.
Har man købt en peberspray før den 1. februar 2021, skulle den enten afleveres til politiet (inden den 31. marts 2021) eller man skal søge om tilladelse til den.

### Politiets anvendelse
Politiet har siden 1. januar 2008 haft peberspray som en fast del af deres udrustning, efter at politiet i Østjylland i en prøveperiode på et år fra efteråret 2006 har haft anvendt peberspray. Ifølge politiets retningslinjer må peberspray kun anvendes, hvis der er overhængende fare for angreb på en person eller på væsentlige institutioner, virksomheder eller anlæg, eller for at gennemføre en tjenestehandling,og politimanden skønner, at det er nødvendigt, forsvarligt og andre magtmidler end peberspray skønnes utilstrækkelige. Ofret skal desuden advares så vidt muligt.
Peberspray er ligeledes implementeret som magtmiddel i kriminalforsorgen samt visse dele af forsvaret.

## Andre lande
I mange sydeuropæiske lande kan peberspray let købes, men i Skandinavien er det generelt i strid med våbenlovgivningen at besidde våbnet. Dog har man i Sverige og Finland mulighed for at søge om tilladelse til at besidde pebersprays. I Tyskland er pebersprays fuldstændig lovlige for enhver at besidde hjemme og i offentligheden, hvor de kan købes overalt på tankstationer, indkøbscentre, mm.